# Ugglebosjön (Karlslunda socken, Småland)
Ugglebosjön är en sjö i Kalmar kommun i Småland och ingår i Hagbyån-Bruatorpsåns kustområde. Sjön har en area på 0,0868 kvadratkilometer och ligger 81,4 meter över havet. Sjön avvattnas av vattendraget Åleboån. Vid provfiske har bland annat abborre, braxen, gädda och mört fångats i sjön.

## Delavrinningsområde
Ugglebosjön ingår i det delavrinningsområde (627298-150552) som SMHI kallar för Utloppet av Ugglebosjön. Medelhöjden är 84 meter över havet och ytan är 0,9 kvadratkilometer. Det finns ett avrinningsområde uppströms, och räknas det in blir den ackumulerade arean 1,02 kvadratkilometer. Åleboån som avvattnar avrinningsområdet har biflödesordning 3, vilket innebär att vattnet flödar genom totalt 3 vattendrag innan det når havet efter 34 kilometer. Avrinningsområdet består mestadels av skog (89 %). Avrinningsområdet har 0,1 kvadratkilometer vattenytor vilket ger det en sjöprocent på 0,6 %. Bebyggelsen i området täcker en yta av 0,09 kvadratkilometer eller 1 % av avrinningsområdet.

## Fisk
Vid provfiske har följande fisk fångats i sjön:
- Abborre
- Braxen
- Gädda
- Mört
- Sarv
- Sutare